# مانجور
مانجور (به مغولی: ᠮᠠᠨᠵᠤᠤᠷ ᠬᠣᠲᠠ، به لاتین: Manjuur qota، معادل سیریلیک: Манжуур хот) و یا مانژولی (به چینی: 满洲里市، به پین‌یین: Mǎnzhōulǐ Shì) یک شهر در سطح شهرستان در جمهوری خلق چین مغولستان داخلی است که تابع شهر در سطح ولایت خولون‌بویر می‌باشد.
شهر مانجور، بر روی مرز روسیه و در مقابل شهر زابایکالسک در سرزمین زابایکالسکی قرار دارد.

## خصوصیات
مانجور ۶۹۶٫۳ کیلومترمربع مساحت و ۳۰۰٬۰۰۰ نفر جمعیت دارد.